# Monocyphoniscus loritzi
Monocyphoniscus loritzi là một loài chân đều trong họ Trichoniscidae. Loài này được Karaman & Karaman miêu tả khoa học năm 1966.